# Torymus lapsanae
Torymus lapsanae är en stekelart som först beskrevs av Hoffmeyer 1930.  Torymus lapsanae ingår i släktet Torymus och familjen gallglanssteklar. Arten är reproducerande i Sverige. Inga underarter finns listade i Catalogue of Life.